# 紀元前40年
紀元前40年（きげんぜん40ねん）。

## 他の紀年法
- 干支 : 辛巳
- 日本
  - 崇神天皇58年
  - 皇紀621年
- 中国
  - 前漢 : 永光4年
- 朝鮮
  - 新羅 : 赫居世18年
  - 檀紀2294年
- 仏滅紀元 : 504年
- ユダヤ暦 : 3721年 - 3722年

## できごと

### ローマ
- アウグストゥスとマルクス・アントニウスの間で、彼らとマルクス・アエミリウス・レピドゥスとでローマ領を分け合うという内容のブルンディジウム条約が結ばれた。マルクス・アントニウスとアウグストゥスの姉小オクタウィアが結婚したことで、条約はさらに強固になった。

### ギリシア
- プトレマイオス12世がクレオパトラ5世を退位させた。
- 哲学者アテノドロスがアテネで亡霊に遭遇した。歴史上最初のポルターガイストの記録である。

### ユダヤ
- パルティア人がエルサレムを征服した。ヒルカノス2世は権力を失い、アンティゴノス2世がパルティアの支配の下でユダヤの王になった。ヘロデ大王はエルサレムからローマ帝国へ逃げ、その地でマルクス・アントニウスからユダヤ王の地位を与えられた。

### 中国
- 元帝の時代、黄門令の史游（中国語版）により急就篇という字書が発行された[1]。

## 誕生
- クレオパトラ・セレネ：クレオパトラ7世とマルクス・アントニウスの双子の娘（紀元前6年没）
- アレクサンドロス・ヘリオス：クレオパトラ7世とマルクス・アントニウスの双子の息子（紀元前29年から紀元前25年没）

## 死去
- 5月 - ガイウス・クラウディウス・マルケッルス・ミノル：共和政ローマの元老院議員（紀元前88年生）
- フルウィア：プブリウス・クロディウス・プルケルとマルクス・アントニウスの妻（紀元前77年生）